# David Braun
David Braun (* 1664 in Kraplau bei Osterode (heute Kraplewo, Kreis Ostróda); † 1737) war Burggraf zu Marienburg, ein Historiker und Erschaffer der Bibliotheca Brauniana, sowie Hofrat im Königreich Preußen.

## Leben
Nach einer militärischen Ausbildung wurde Braun 1687 Hofmeister beim Generalfeldmarschall Gustav Vilhelm von Wedel-Jarlsberg in Norwegen. Zwei Jahre darauf trat er in polnische Dienste und erhielt als Kriegskommissar den Oberbefehl über die polnische Kronartillerie, zudem wurde er Burggraf zu Marienburg. Nach dem polnischen Feldzug gegen die Tataren führte er 1698 die polnischen Kronartillerie zurück nach Preußen und wurde dafür vom polnischen König mit dem Gut Herrenhagen bei Marienburg belehnt. 1704 nahm er nach dem Einfall des schwedischen Heeres seinen Abschied und verließ polnische Dienste, um im neu gegründeten Königreich Preußen eine neue Anstellung anzunehmen. 1706 ernannte ihn der preußische König Friedrich I. zum preußischen Hofrat. Braun verwaltete bis 1720 das Elbinger Territorium. Anschließend zog er sich auf das Gut Eichwalde bei Elbing zurück. Dort widmete sich Braun ganz seinen historischen, literarischen und wissenschaftlichen Interessen.
Er verfasste das Geschichtswerk De Scriptorum Poloniæ et Prussiæ, in dem er die Geschichte Polens und Preußens beschrieb. Das Buch erschien 1723 in Köln. In den Scriptores Prutenici beschrieb er u. a. die Acta Publica Constitutio der Lande Preussen, sowie die Excerpta ex recessibus conventualibus Prussiæ Occidentalis ab anno 1414–1616.

## Werke
- De Scriptorum Poloniæ et Prussiæ (Köln 1723).